# Tamer Ashour
Tamer Ashour (in arabo تامر عاشور‎?, Tāmir ʻĀshūr; Damietta, 2 gennaio 1984) è un cantante egiziano.

## Biografia
Tamer Ashour, che ha inciso diversi album in studio nel corso della sua carriera, ha ottenuto la sua prima numero uno nell'Official MENA Chart dell'International Federation of the Phonographic Industry con Hyjyly mwjwʻ (2024); il brano si è inoltre fermato in cima alla graduatoria egiziana, saudita ed emiratina per oltre un mese.
Yāh, diffuso nel dicembre 2024, è anch'esso entrato nella top five mediorientale e saudita, ponendosi al numero uno in Egitto. Nello stesso mese si è conteso sei premi ai Billboard Arabia Music Awards; alla cerimonia, gli sono stati assegnati i riconoscimenti alla canzone dell'anno e alla miglior canzone egiziana con Hyjyly mwjwʻ. Yāh ha anticipato l'uscita del settimo LP omonimo, avvenuta nel gennaio 2025; il disco è stato accolto dal grande pubblico, piazzando dieci tracce su dodici nella top 20 egiziana simultaneamente. Mkrhtwsh è stato il brano più fortunato, trascorrendo sei settimane al vertice in patria. Il cantante ha inoltre completato sei settimane non consecutive in cima all'Arabic Artist 100 di Billboard nel marzo seguente.

## Discografia

### Album in studio
- 2008 – Ḥadd byḥb
- 2011 – Liyyā naẓrah
- 2014 – ʻIshtu mʻāk ḥikāyāt
- 2018 – Khyālá
- 2019 – Ayyām
- 2022 – Tījī ntrāhn
- 2025 – Yāh

### Singoli
- 2014 – ʻIshtu mʻāk ḥikāyāt
- 2016 – Sinīn ʻishnāhā
- 2017 – Maḥẓūẓ
- 2017 – ʻAysh al-Dunyā (feat. Eleutheria Eleutheriou)
- 2018 – Krhyny fīkī
- 2018 – 1000 shukran
- 2018 – Alrk ʻa al-nīyah
- 2020 – Byāʻh
- 2020 – Mʻlsh aṣly mdlʻhā
- 2021 – Bi-qawlihi ʻādá
- 2021 – Law ghmḍt
- 2021 – Zḥmh wushūsh
- 2022 – Tmly
- 2022 – Hī al-nās
- 2023 – Bḥbk wa khāyif
- 2023 – Aṣḥá lil-kalām
- 2023 – ʻDyt
- 2024 – Hyjyly mwjwʻ
- 2024 – Miṣr dāymā
- 2024 – Wadāʻ wadāʻ
- 2024 – Yāh

## Tournée
- 2025 – North America Tour